# Boxeo en los Juegos Olímpicos de Tokio 2020 – Peso superpesado masculino
El evento de boxeo de peso súper pesado masculino en los Juegos Olímpicos de Verano de 2020 tuvo lugar entre el 24 de julio y el 8 de agosto de 2021 en el Ryōgoku Kokugikan. Compitieron 17 boxeadores de 17 países. Esta fue la vigésimo sexta celebración de esta categoría masculina. El evento se ha llevado a cabo en todos los torneos de boxeo olímpico (excepto en 1896, 1900 y 1912). El peso pesado fue la clase de peso ilimitado desde 1904 hasta 1980, pero desde 1984 se ha limitado a 81-91 kg (que permanece sin cambios en 2020) con la introducción de la clase de peso súper pesado.

## Cualificación
El Comité Olímpico Nacional (CON) solo puede inscribir 1 boxeador calificado en la categoría de peso. Había 17 plazas  disponibles para el peso superpesado masculino, distribuidas de la siguiente manera:
- 2 plazas provenientes del Torneo Africano de boxeo de Cualificación Olímpica.
- 3 plazas provenientes del Torneo de Asia y Oceanía de boxeo de Cualificación Olímpica.
- 4 plazas provenientes del Torneo Europeo de boxeo de Cualificación Olímpica.
- 4 plazas provenientes del Torneo Americano de boxeo de Cualificación Olímpica el cual fue cancelado. Estos fueron otorgados a través del ranking mundial escogiendo los boxeadores de América con mayor quilificación que se habían registrado en el torneo.
- 4 plazas se asignaron en un torneo Mundial Olímpico Cualificatorio el cual fue cancelado. Estos fueron otorgados a través del ranking mundial escogiendo un boxeador de cada región (África, Oceanía & de Asia, Europa, América) de entre los que se habían registrado en el torneo.

## Formato de competición
Como todos los eventos de boxeo olímpico, la competencia es un torneo de eliminación simple. El torneo empieza con una ronda preliminar, donde el número de competidores se reduce a 16, y concluye con una final. Como hay menos de 32 boxeadores en la competición, varios boxeadores recibirán un descanso durante la ronda preliminar. Ambos perdedores de semifinales reciben medallas de bronce. 
Los combates consisten en tres rondas de tres minutos con un descanso de un minuto entre rondas. Un boxeador puede ganar por nocaut o por puntos. La puntuación se basa en el sistema de 10 puntos, con 5 jueces puntuando en cada ronda. Los jueces consideran el número de golpes en las áreas objetivo, dominio del combate, superioridad y competitividad técnica y táctica. Cada juez determina un ganador para cada ronda, que recibe 10 puntos por la ronda y asigna al perdedor de la ronda un número de puntos entre 7 y 9 según el rendimiento. Los puntajes del juez para cada ronda se suman para dar un puntaje total para ese juez. El boxeador con la puntuación más alta de la mayoría de los juecr.